# Liste der Biografien/Dih
Liste der Biografien |
Portal Biografien |
Personensuche
# |
A |
B |
C |
D |
E |
F |
G |
H |
I |
J |
K |
L |
M |
N |
O |
P |
Q |
R |
S |
T |
U |
V |
W |
X |
Y |
Z |
?
 
Da |
Db |
Dc |
Dd |
De |
Dg |
Dh |
Di |
Dj |
Dk |
Dl |
Dm |
Dn |
Do |
Dq |
Dr |
Ds |
Du |
Dv |
Dw |
Dy |
Dz
 
Dia |
Dib |
Dic |
Did |
Die |
Dif |
Dig |
Dih |
Dij |
Dik |
Dil |
Dim |
Din |
Dio |
Dip |
Diq |
Dir |
Dis |
Dit |
Diu |
Div |
Diw |
Dix |
Diy |
Diz
Die Liste der Biografien führt alle Personen auf, die in der deutschsprachigen Wikipedia einen Artikel haben. Dieses ist eine Teilliste mit 7 Einträgen von Personen, deren Namen mit den Buchstaben „Dih“ beginnt.

## Dih

### Diha
- Dihanich, Johann (* 1958), österreichischer Fußballspieler und -trainer

### Dihl
- Dihle, Albrecht (1923–2020), deutscher Altphilologe
- Dihle, Hermann (1873–1944), deutscher Verwaltungsjurist
- Dihlmann, Wolfgang (1928–2013), deutscher Radiologe

### Dihm
- Dihm, Hugo (1841–1899), preußischer Offizier und Bürgermeister
- Dihm, Ludwig (1849–1928), deutscher Architekt und preußischer Baubeamter
- Dihmes, Napoleón (1928–2006), dominikanischer Opernsänger (Tenor)